# Vieux géorgien
Le vieux géorgien (ႤႬႠჂ ႵႠႰႧႭჃႪႨ, translittération : enay kartuli) était une langue littéraire des monarchies géorgiennes attestée dès le Ve siècle. La langue reste en usage comme langue liturgique de l'Église orthodoxe géorgienne et, pour la plupart, est encore intelligible. Le vieux géorgien parlé a cédé la place à ce qui est classé comme moyen géorgien au XIe siècle, qui à son tour est devenu la langue géorgienne moderne au XVIIIe siècle.

## Périodisation
Deux périodes sont distinguées dans le vieux géorgien : le vieux géorgien ancien (Ve au VIIIe siècle) et le vieux géorgien classique (IXe au XIe siècle). Deux dialectes différents sont représentés en ancien géorgien ancien, connu sous le nom de Khanmet'i (ხანმეტი, 5e au 7e s.) et Haemet'i (ჰაემეტი, 7e et 8e s.). Ils sont ainsi nommés d'après la présence d'un préfixe sujet à la deuxième personne et d'un préfixe objet à la troisième personne kh- ou h- dans la morphologie verbale où le vieux géorgien classique a h-, s- ou zéro.

## Les textes
Le corpus des premiers textes géorgiens anciens est de taille limitée, composé d'une douzaine d'inscriptions et de huit manuscrits contenant des textes religieux. La littérature en vieux géorgien classique a une portée plus large, y compris des œuvres philosophiques et historiographiques.

## Inventaire des phonèmes
Le vieux géorgien avait 29 consonnes phonémiques et 5 voyelles phonémiques. L'orthographe native distingue également la semi-voyelle y, qui est un allophone de la voyelle i en position postvocalique.
|                                 | Labial  | Dentaire/ Alvéolaire | Alvéo- palatale | Vélaire | Uvulaire | Glottique |
| Arrêt aspiré sans voix          | p [pʰ]  | t [tʰ]               |                 | k [kʰ]  | q [qʰ]   |           |
| Stop glottalisé sans voix       | p’ [pˀ] | t’ [tˀ]              |                 | k’ [kˀ] | q’ [qˀ]  |           |
| Arrêt vocal                     | b       | d                    |                 | g       | [ 3 ]    |           |
| Affriquée aspirée sans voix     |         | ts [tsʰ]             | ch [tʃʰ]        |         |          |           |
| Affriquée sans voix glottalisée |         | ts' [tsˀ]            | ch' [tʃˀ]       |         |          |           |
| Affriquée vocale                |         | dz                   | j [dʒ]          |         |          |           |
| fricative sans voix             |         | s                    | sh [ʃ]          |         | kh [χ]   | h         |
| Fricative voisée                |         | z                    | zh [ʒ]          |         | gh [ʁ]   |           |
| Nasale                          | m       | m                    |                 |         |          |           |
| Trille                          |         | r                    |                 |         |          |           |
| Latéral                         |         | I                    |                 |         |          |           |
| Semi-voyelle                    | w       |                      | y [j]           |         |          |           |

|        | Devant | Central | Arrière |
| Haute  | i      |         | u       |
| Milieu | e      |         | o       |
| Basse  |        | a       |         |

## Écriture
Le vieux géorgien était écrit dans sa propre écriture alphabétique, connue sous le nom d'Asomtavruli « lettres majuscules » ou de Mrglovani « arrondie ». L'alphabet est presque phonémique, montrant un excellent "ajustement" entre les phonèmes et les graphèmes. Il est clairement modelé sur l'alphabet grec, montrant fondamentalement le même ordre alphabétique, et avec des lettres représentant des phonèmes non grecs rassemblées à la fin. En dehors de lettres pour presque tous les phonèmes géorgiens, l'alphabet contient également trois lettres représentant des phonèmes grecs qu'on ne trouve pas en géorgien (ē, ü et ò). La plupart des lettres individuelles semblent être des conceptions entièrement indépendantes, avec seulement quelques-unes basées directement sur leurs homologues grecs (cf. grec Φ Θ Χ [pʰ tʰ kʰ], Asomtavruli Ⴔ Ⴇ Ⴕ).
| grec             | Α | Β  | Γ | Δ | Ε | Ϝ   | Ζ  | Η  | Θ  | Ι  | Κ  | Λ   | Μ   | Ν  | (Ξ) | Ο | Π  | (Ϙ) | Ρ |
| Asomtavruli      | Ⴀ | Ⴁ  | Ⴂ | Ⴃ | Ⴄ | Ⴅ   | Ⴆ  | Ⴡ  | Ⴇ  | Ⴈ  | Ⴉ  | Ⴊ   | Ⴋ   | Ⴌ  | Ⴢ   | Ⴍ | Ⴎ  | Ⴏ   | Ⴐ |
| Translittération | a | b  | g | d | e | v   | z  | ē  | t  | i  | k’ | l   | m   | n  | y   | o | p’ | zh  | r |
|                  |   |    |   |   |   |     |    |    |    |    |    |     |     |    |     |   |    |     |   |
| grec             | Σ | Τ  | Υ | Φ | Χ | (Ψ) | –  | –  | –  | –  | –  | –   | –   | –  | –   | – | –  | Ω   |   |
| Asomtavruli      | Ⴑ | Ⴒ  | Ⴣ | Ⴔ | Ⴕ | Ⴖ   | Ⴗ  | Ⴘ  | Ⴙ  | Ⴚ  | Ⴛ  | Ⴜ   | Ⴝ   | Ⴞ  | Ⴤ   | Ⴟ | Ⴠ  | Ⴥ   |   |
| Translittération | s | t’ | ü | p | k | gh  | q’ | sh | ch | ts | dz | ts’ | ch’ | kh | q   | j | h  | ō   |   |